# 645-й корпусной артиллерийский полк
645-й корпусной артиллерийский полк — воинская часть Вооружённых Сил СССР в Великой Отечественной войне.

## История
С первых дней войны формировался в Полтаве (Харьковский военный округ) в качестве второго артполка 67-го стрелкового корпуса. Призыв, в основном, осуществлялся за счёт местных военнообязанных запаса. На вооружении стояли 152-мм гаубицы-пушки МЛ-20.
В действующей армии с 2 июля по 24 декабря 1941 года.
1 июля 1941 года прибыл в Журавичи (Гомельская область), где подчинён командованию 67-го стрелкового корпуса. Вёл обстрел западного берега Днепра, срывая попытки противника переправиться. В конце августа 1941 года переброшен железной дорогой в район Клетни. На 1 сентября 1941 года одним дивизионом поддерживает оборону 260-й стрелковой дивизии в районе Столбы — Дмитрово, юго-восточнее Клетни. В течение первой декады сентября 1941 года переброшен в район Почепа.
На 11 сентября 1941 года поддерживает атаки 280-й стрелковой дивизии на рубеже Борыки, Сетолово, Витовка (Почепский район, в 1 километре северо-восточнее Почепа). К 12 сентября 1941 года сменил опорный пункт и дислоцировался у деревни Фёдоровка (в том же районе). К 17 сентября 1941 года вновь сменил опорный пункт и находится на позициях в лесу южнее Зверинец и в районе деревни Паниковка, по-прежнему поддерживая 280-ю стрелковую дивизию. До начала операции «Тайфун» находится на этих позициях.
После начала немецкого наступления на Москву командование полка 3 октября 1941 года случайно обнаружило, что находится в плотном окружении. Под обстрелом части 280-й стрелковой дивизии и артполк переправились через реку Десну и два-три дня ожидали приказа из штаба армии в лесу на восточной стороне Десны. В последние дни первой декады октября 1941 года (8 или 9 октября 1941 года) было принято решение прорываться из кольца окружения. К тому моменту в полку не было ни снарядов, ни горючего, поэтому материальная часть полка была уничтожена. Личный состав полка начал выход из окружения, по дороге понёс потери от действий противника и от массового дезертирства. Последняя группа из состава полка, числом 25-30 человек была рассеяна на линии фронта на реке Наре у Таширово 7 ноября 1941 года.
24 декабря 1941 года расформирован.

## Подчинение
| Дата                 | Фронт (округ)             | Армия      | Корпус                 | Дивизия | Бригада    |
| -------------------- | ------------------------- | ---------- | ---------------------- | ------- | ---------- |
| 22 июня 1941 года    | Харьковский военный округ | —          | —                      | —       | —          |
| 1 июля 1941 года     | Резерв Ставки ГК          | 21-я армия | 67-й стрелковый корпус | —       | —          |
| 10 июля 1941 года    | Западный фронт            | —          | —                      | —       | —          |
| 1 августа 1941 года  | Западный фронт            | 21-я армия | —                      | —       | —          |
| 1 сентября 1941 года | Брянский фронт            | 50-я армия | —                      | —       | —          |
| 1 октября 1941 года  | Брянский фронт            | 3-я армия  | —                      | —       | —          |
| 1 ноября 1941 года   | Брянский фронт            | 3-я армия  | —                      | —       | —          |
| 1 декабря 1941 года  | —                         | —          | —                      | —       | нет данных |

## Командиры
- майор Садовничий Григорий Петрович (июнь - декабрь 1941 года)